# هنگ تقویت‌شده ۳۶۹ پیاده‌نظام (کرواسی)
هنگ تقویت‌شده ۳۶۹ پیاده‌نظام (آلمانی: Verstärktes Kroatisches Infanterie-Regiment 369, کرواتی: 369. pojačana pješačka pukovnija) یک یگان نظامی در طول جنگ جهانی دوم بود که به کمک داوطلبان در دولت مستقل کرواسی تشکیل و در قالب ورماخت در جبهه شرقی به نبرد پرداخت.

## تشکیل
دهم ماه آوریل سال ۱۹۴۱، پس از ورود نیروهای آلمانی به یوگسلاوی حاکمیتی تحت عنوان دولت مستقل کرواسی از یوگسلاوی اعلام استقلال کرد. این دولت شروع به تشکیل نیروهای مسلح خود نمود. این نیروی مسلح که تا پایان سال ۱۹۴۱ میلادی دارای ۴۶ گردان در قالب ۶ لشکر بود، گارد میهن نام گرفت. این حاکمیت یک هفته بعد به نیروهای محور پیوست به بریتانیا اعلان جنگ نمود. با اشغال بخشی از مناطق ساحلی کرواسی توسط پادشاهی ایتالیا، این دولت با نگرانی از زیاده خواهی ایتالیا در دست اندازی بیشتر به اراضی آن، از آلمان درخواست کمک نظامی کرد.
۲۵ ژوئن همان سال و سه روز پس از آغاز تهاجم آلمان به شوروی، آنته پاولیچ، رهبر دولت مستقل کرواسی پس از دیدار با سران نظامی و غیرنظامی محلی و جلب رضایت همگی آن‌ها مبنی بر مشارکت این کشور در مبارزه با کمونیسم و همچنین پس از مشورت با ادموند گلایز-هورستنائو، نماینده نظامی آلمان در کرواسی، با ارسال پیامی به برلین، از آمادگی دولت خود برای تأمین نیروهای رزمی داوطلب زمینی، دریایی و هوایی تا اندازه مقدور، جهت به‌کارگیری در جبهه شرقی خبر داد. یک هفته بعد، آدولف هیتلر، پیشوای آلمان ضمن تشکر، این درخواست را مورد تأیید قرار داد. او معتقد بود امکان اعزام بلافاصله نیروی زمینی وجود دارد اما نیروهای دریایی و هوایی مدتی برای آماده‌سازی و آموزش نیاز دارند. یگان‌هایی تحت نظارت افسران آلمانی شروع به تشکیل کردند. گفته می‌شود هدف از چنین اقدامی، تحکیم روابط با آلمان برای مقابله با ایتالیا بوده‌است.
با دعوت این دولت از مردم برای پیوستن به نیروهای داوطلب، با وجود این که هدف تشکیل یک هنگ ۳۹۰۰ نفری بود، بیش از ۹ هزار نفر (بیش از ۵ هزار نفر طبق ویکی‌پدیای کروات) اعلام آمادگی کردند که کثرت آن‌ها باعث شگفتی دعوت کنندگان گردید. به همین جهت معیارهای انتخاب سخت‌تر شد.
هنگ تقویت‌شده ۳۶۹ پیاده‌نظام بخشی از گارد میهن کرواسی به حساب می‌آمد و مسئولیت تأمین نیروی انسانی و ارتقا درجات قوای آن بر عهده این کشور بود اما نیروهای این یگان نسبت به پیشوای آلمان نیز سوگند وفاداری خوردند و مواجب ماهانه، تجهیزات و تسلیحات خود را از آلمانی‌ها دریافت می‌کردند. با وجود این که این هنگ رسماً بخشی از ورماخت نبود، در طول دوره حیات خود همواره به عنوان بخشی از لشکر صدم پیاده‌نظام سبک تحت فرماندهی مستقیم ارتش آلمان قرار داشت. تمامی سربازان این هنگ یونیفرم ورماخت را به همراه درجه‌های نظامی آلمانی بر تن می‌کردند درحالیکه نماد هنگ به همراه کلمه Hrvatska (کرواسی) در بخش بالایی آستین راست (آستین چپ) و بخش سمت راست (سمت چپ) کلاه آن‌ها حک شده بود. این نماد دارای ۲۴ خانه شطرنجی قرمز و سفید بود.
دولت مستقل کرواسی هیچگاه رسماً به شوروی اعلان جنگ نکرد؛ از این رو نیروهای این هنگ داوطلبان خارجی حاضر در ورماخت تلقی می‌شدند.
برای شکل‌گیری هنگ تقویت‌شده ۳۶۹ پیاده‌نظام، ابتدا دو گردان در واراژدین تشکیل گردید. گردان سومی نیز پس از ایجاد در سارایوو به این هنگ ملحق گردید. تنها کروات‌ها، بلاروسی‌ها و اوکراینی‌ها به عنوان داوطلب به عضویت این هنگ پذیرفته شدند. البته گفته می‌شود تقریباً یک سوم این نفرات مسلمانان بوسنیایی بودند. یک گردان آموزشی در استوکرائو در اتریش به این هنگ اختصاص یافت. وظیفه این گردان تأمین نیروی هنگ در خط مقدم بود. افراد هنگ جهت آموزش عازم دورلسهایم گردیدند و پس از دریافت تسلیحات و ادای سوگند نسبت به سران آلمان و کرواسی دوره کوتاهی سه هفته‌ای را گذراندند. با در اختیار داشتن ۵ هزار نفر (۳۸۹۵ نفر)، این هنگ دارای ستاد فرماندهی و سه گردان پیاده‌نظام (هر یک دارای یک ستاد، سه گروهان پیاده‌نظام و یک آتشبار توپخانه)، یک گروهان تدارکات، یک گروهان تیربار و یک گروهان ضدتانک و مجموعاً سه آتشبار توپخانه صحرایی بود. به دلیل وجود یگان توپخانه در این هنگ پسوند تقویت‌شده در عنوان آن به کار برده می‌شد چرا که وجود چنین بخشی در یگانی به اندازه هنگ معمول نبود.
۲۱ ماه اوت سال ۱۹۴۱، هنگ تقویت‌شده ۳۶۹ پیاده‌نظام با قطار از طریق مجارستان به منطقه بیسارابیا رومانی منتقل شد. از این موقعیت، این هنگ با پیاده‌روی ۳۵ روزه مسیر ۷۵۰ کیلومتری با صرفاً یک روز استراحت، خود را اول اکتبر در روستای بودینسکایا به خط مقدم در اوکراین رساند. در جریان این راهپیمایی ۱۸۷ نفر به علت بیماری به کرواسی بازگردانده و ۲ تن نیز به سبب ترک پست نگهبانی اعدام شدند. پس از یک هفته استراحت و دریافت آموزش‌های بیشتر از نیروهای آلمانی، نهم اکتبر در کرانه رود دنیپر به لشکر صدم پیاده‌نظام سبک به عنوان بخشی از ارتش هفدهم از گروه ارتش جنوب پیوست.
مبدأ لشکر صدم پیاده‌نظام سبک که بعدها به لشکر صدم یگر تغییر عنوان داد، به اتریش بازمی‌گشت. احتمالاً به جهت داشتن پیشینه مشترک در قالب امپراتوری اتریش-مجارستان، این هنگ درون این لشکر قرار گرفت.

## نبرد در جبهه شرقی
به جهت آشنایی با شرایط و عملکرد لشکر و آموزش بیشتر، بلافاصله پس از رسیدن به خط مقدم حوالی خارکیف، یگان‌های این هنگ بین هنگ‌های لشکر صدم پیاده‌نظام سبک تقسیم شدند. در اسناد مربوط به لشکر صدم، هدف اصلی این اقدام، ارتقای نظم در این یگان عنوان شده‌است.
مشکلات جدی انضباطی و روحیه ای به اندازه ای در بین نفرات این هنگ موجود بود که بیش از صد نفر از آن‌ها صفوف نیروها متواری شده و عده دیگری توسط دادگاه‌های نظامی آلمانی تیرباران گردیدند. به همین دلیل، اواخر ماه سپتامبر بیش از ۱۸۰ تن دیگر از افسران و سربازان بد رفتار یا بیمار هنگ، به فرمان فرمانده یگان به جهت برهم نخوردن نظم، به کرواسی بازگردانده شدند که چهار تن از آن‌ها در ماه آوریل سال ۱۹۴۲ میلادی به تیرباران و عده دیگری به زندان محکوم گردیدند. در گزارشی که در ماه سپتامبر توسط سرهنگ مارکولی به زاگرب مخابره شد بی نظمی، اغتشاش و آشفتگی حاکم بر هنگ دانسته شده‌است. او در این گزارش داوطلبان را در حال دزدی، غارت، گروگان‌گیری، تجاوز، رها کردن سلاح و ترک اردو معرفی می‌کند. البته در گزارش دیگری در همین ماه که توسط سرهنگ سابلیاک ارائه شده، کل لشکر صدم به دسته‌ای راهزن تشبیه گردیده که از هر کجا می‌گذرند آثار اعمال مجرمانه از جمله تجاوز و غارت‌گری از خود بر جای می‌گذارند. بنابر ادعای برخی منابع، این هنگ به اندازه‌ای مورد بی‌توجهی افسران آلمانی بود که حتی در یک مورد با اسرای روس اشتباه گرفته شد.
با باز پس گرفته شده روستوف توسط ارتش سرخ، لشکر صدم عازم مواضع درگیری در مناطق جنوبی شد. در همین هنگام درجه حرارت هوا به کمتر از منفی ۱۵ درجه سانتیگراد کاهش پیدا کرد؛ درحالیکه هنگ تقویت‌شده ۳۶۹ پیاده‌نظام هیچ البسه زمستانی همراه خود نداشت. در برخی مواقع سربازان هنگ از لباس‌های به غنیمت گرفته شده از دشمن برای گرم کردن خود استفاده می‌کردند. سرمای هوا و عدم رعایت مناسب بهداشت باعث شیوع بیماری‌هایی نظیر اسهال خونی و زردی که از آن‌ها با عنوان بیماری روسی یاد می‌شد، بین افراد هنگ گردید. در این موقعیت، یگان‌های هنگ که همچنان بین هنگ‌های دیگر تقسیم شده بودند، با حفر سنگر موضع تدافعی گرفتند.
میانه ماه ژانویه سال ۱۹۴۲، لشکر صدم به شرق اوکراین منتقل شد تا جلوی پیشروی سواره‌نظام شوروی را که توانسته بود خط تدافعی را بشکند، سد نماید. با وجود نبردهای سنگین، این لشکر موفق شد در طول رود سامارا مقاومت شدیدی نشان دهد و در طول زمستان موضع خود را حفظ کند.
پس از این نبردها که اولین برخورد جدی هنگ تقویت‌شده ۳۶۹ پیاده‌نظام با دشمن بود، نظر آلمانی‌ها در ارتباط با آن تا حدودی تغییر کرده و تصویر همراه با بی نظمی، رفتار ناهنجار و غیر ماهرانه آن با عبارات تحسین آمیز دربارهٔ شجاعت استثنایی اعضای هنگ جایگزین گردید.
در طی این نبردها نیروهای این هنگ موفق شدند به شکل شگفت‌انگیزی هزاران سرباز ارتش سرخ را به اسارت بگیرند. تعداد اسرا به اندازه ای زیاد بود که عده ای از آن‌ها آزاد شدند. سربازان روسی و اوکراینی ارتش سرخ ترجیح می‌دادند به اسارت کروات‌ها که همانند آن‌ها اسلاو بودند، در بیایند تا این که اسیر آلمانی‌ها شوند.
سرهنگ دوم مارکو مسیچ، فرمانده گردان توپخانه این هنگ به سبب عملکرد مناسب و مؤثر که در برخی مواقع سبب جلوگیری از انهدام و تحمل تلفات سنگین در یگان‌ها شده بود، نشان صلیب آهنین را دریافت نمود.
از ماه مه سال ۱۹۴۲، یگان‌های هنگ به فرماندهی سرهنگ مارکولی مجدداً به یکدیگر ملحق گردیدند و با لشکر صدم پیاده‌نظام سبک در مرحله نهایی نبرد دوم خارکوف حضور پیدا کردند. در جریان این عملیات این هنگ که در قالب لشکر خود در حال پشتیبانی از پیشروی ارتش یکم زرهی در طول رودخانه دن بود و قصد داشت از این رودخانه عبور کند، با مواجهه با مقاوت شدید دشمن، متحمل تلفات سنگین شد. سرهنگ مارکولی و هفت تن دیگر از افسران این هنگ پس از این نبرد نشان درجه یک صلیب آهنین را دریافت کردند.
پس از مدت کوتاه فرماندهی سرهنگ دوم ایوان بابیچ بین ماه‌های آوریل و ژوئن، ۷ ژوئیه (۲۲ سپتامبر) سال ۱۹۴۲، سرهنگ ویکتور پاویچیچ به فرماندهی این هنگ رسید. روز ۲۶ اوت، هنگ تقویت‌شده ۳۶۹ پیاده‌نظام با دریافت نخستین گروه نیروی کمکی از گردان آموزشی استوکرائو، مدتی را خارج از خط مقدم برای آموزش و استراحت به سربرد.
روز ۲۴ سپتامبر آنته پاولیچ شخصاً از نیروهای هنگ دیدار به عمل آورد.

### استالینگراد
از ۲۶ سپتامبر، لشکر صدم پیاده‌نظام سبک که به «لشکر صدم یَگِر» تغییر نام داده بود، به همراه هنگ تقویت‌شده ۳۶۹ پیاده‌نظام در قالب سپاه ۵۱ از ارتش ششم وارد عملیات ورماخت برای تصرف شهر استالینگراد شد. شهر پیش از ورود این هنگ از پیش به تلی از خرابه بدل شده بود. این هنگ به جهت نشان دادن عملکرد و فداکاری استثنایی در چند نبرد گذشته، تنها یگان غیر آلمانی بود که در جانب نیروهای محور وارد شهر استالینگراد گردید که خود نشان افتخاری برای آن به حساب می‌آمد. به همین جهت عده ای سخن از تغییر نام لشکر صدم یگر به لشکر صدم آلمانی-کرواتی یگر به میان آوردند.
در مدت حضور این هنگ در نبرد بر سر استالینگراد، آمار تلفات آن به وجهی افزایش پیدا کرد که طبق گزارش ۲۱ اکتبر تنها ۱۴۰۳ نفر برای آن باقی مانده بود. از این پس هیچ نیروی کمکی جدیدی به جز تعداد اندکی افسران ستادی برای هنگ ارسال نشد و تنها افراد مجروح و بیمار بهبود یافته آن به خط مقدم بازگشتند. از مجموع ۱۴۷ افسری که پیش از فصل پاییز در هنگ حضور داشتند، ۲۲ تن کشته و ۳۸ تن مجروح شده و ۶۶ نفر دیگز از آن‌ها به کرواسی بازگشته بودند. در نتیجه تنها ۲۰ افسر در استالینگراد باقی مانده بودند که البته یک نفر از آن‌ها نیز مفقود الاثر به حساب می‌آمد.

## نبرد استالینگراد

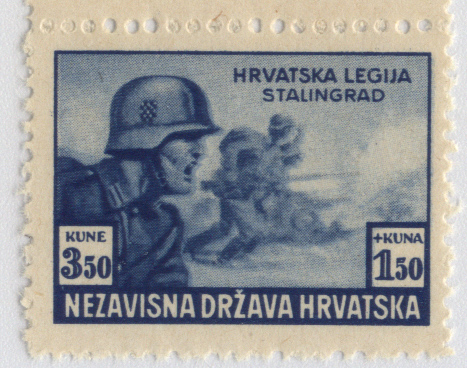
تمبر دولت مستقل کرواسی به افتخار هنگ تقویت‌شده ۳۶۹ پیاده‌نظام

لشکر صدم یگر به همراه هنگ تقویت‌شده ۳۶۹ پیاده‌نظام در جریان نبرد استالینگراد در درگیری‌های سنگین بر سر کارخانه فولاد موسوم به «اکتبر سرخ» در نواحی شمالی شهر و حوالی خط آهن مشارکت داشتند. نیروهای این هنگ نهایتاً ۱۷ اکتبر به ورودی این کارخانه رسیدند. پنج روز بعد، در برنامه‌ریزی عملیاتی مقرر شد هنگ تقویت‌شده ۳۶۹ پیاده‌نظام با در اختیار داشتن ۹۸۳ نیروی رزمی (بدون احتساب نیروهای توپخانه و تدارکات) در جناح راست در کنار لشکر چهاردهم زرهی و هنگ ۲۲۷ یگر مستقر شود. در جریان تلاش برای سلطه بر کارخانه، این هنگ ذیل لشکر هفتاد و نهم پیاده‌نظام قرار گرفته بود و نقشی کلیدی در تصرف ساختمان‌های شماره ۱ تا ۳ ایفا نمود. روز ۳ نوامبر از این هنگ (بجز یگان توپخانه) یک گردان پیاده‌نظام با ۹۸ نفر و ده مسلسل سبک، یک گروهان تیربار سنگین با ۷۳ نفر و یک مسلسل سنگین و یک گروهان ضد تانک با ۲۰ نفر و ۶ توپ باقیمانده بود. از مجموع این ۱۹۱ تن‌تنها ۴ نفر افسر بودند. روز بعد عده کمی نیروی جایگزین از گردان آموزشی استوکرائو دریافت شد. روز ۶ نوامبر افراد باقیمانده این هنگ تحت امر هنگ ۲۱۲ پیاده‌نظام آلمان قرار گرفتند.
تا ماه نوامبر، نبرد در این منطقه به بن‌بست با پیشرفت حداقلی رسیده بود. با تحمل تلفات سنگین، تا پایان این ماه تنها پنج افسر و ۱۱۰ سرباز در این هنگ باقی مانده بود.
در نبرد ساختمان به ساختمان سربازان مهاجم تنها می‌توانستند روزی ۱۰ تا ۱۰۰ متر پیشروی کنند. در یک مورد استثنایی نیروهای هنگ موفق شدند بدون صبر کردن برای رسیدن حمایت زرهی، یک ساختمان تی (T) شکل را با کشتن تمامی مدافعان و بدون تحمل حتی یک تن تلفات، تصرف و تحویل قوای هنگ ۵۴ پیاده‌نظام آلمان دهند. البته مدت کوتاهی بعد، این ساختمان با وارد آوردن تلفات سنگین به نیروهای آلمانی مجدداً به سلطه نیروهای ارتش سرخ که از راه‌های زیرزمینی وارد ساختمان شده بودند، درآمد. این ساختمان چند روز بعد این بار با تلفات سنگین توسط آلمانی‌ها دوباره تصرف شد.
این نبردها به اندازه ای برای هنگ تقویت‌شده ۳۶۹ پیاده‌نظام شدید و خسارت بار بود، که تا ماه دسامبر همان سال تنها یک سوم از توان رزمی آن نسب به میزان اولیه آن در آغاز نبرد استالینگراد باقی مانده بود. بیشتر تلفات ناشی از آتش مسلسل‌های طرف مقابل بود. با وجود شرایط بسیار سخت، فرماندهی عالی نیروی زمینی آلمان وضعیت این هنگ را مناسب توصیف کرد و حتی در برخی موارد یگان‌هایی مشتکل از سربازان آلمانی تحت امر این هنگ قرار گرفت. چندین تن از اعضای هنگ به جهت نشان دادن شجاعت، مهارت و اَعمال قهرمانانه در نبرد، به دریافت نشان‌های افتخار مختلف آلمانی و کروات نائل آمدند.
پس از به محاصره درآمدن نیروهای آلمانی در اطراف استالینگراد و عدم امکان عقب‌نشینی و دریافت تدارکات لازم، روز ۱۴ ژانویه سال ۱۹۴۳ فقط ۹۰ تن از اعضای هنگ در حالت رزم در محل کارخانه فولاد در خط مقدم حضور داشتند. سرمای شدید منفی ۳۰ درجه سانتی گراد، کمبود سوخت، غذا، دارو و مهمات و فرسودگی نیروها در پی نبرد مداوم شبانه‌روزی، وضعیت اسفناکی برای افراد باقی مانده ایجاد کرده بود. به فرمان سرهنگ پاویچیچ اسب‌های باقی مانده هنگ جهت تأمین خوراک نیروها سلاخی شده و تنها بین افرادی که در خط مقدم حضور داشتند، پخش می‌شد. وعده غذایی شامل ۱۲۰ گرم گوشت اسب و هر مقدار نانی که یافت می‌شد، بود. از وعده‌های غذایی ارائه شده در هر سه روز، تنها یک وعده از آن دارای میزان نسبتاً کافی کالری بود که آن هم تنها با نیمی از غذای نفرات خارج از خط مقدم برابری داشت. عده‌ای از افراد که تحمل شرایط سخت نبرد را نداشتند و درون سوله‌ها، خانه‌ها و انبارهای متروک پنهان شده بودند، از دریافت این مواد غذایی محروم ماندند. مهمات به قدری کمیاب شده بود که در نبرد نزدیک شهری برای صرفه جویی در مقادیر باقی مانده از آن، از سر نیزه در مقابل نفرات دشمن استفاده می‌شد.
با بروز اختلاف نظر بین پاویچیچ، فرمانده هنگ و آلمانی‌ها، او از مقام خود عزل و ۱۵ ژانویه با هواپیما به خارج از محاصره فرستاده شد. پاویچیچ پیش از ترک استالینگراد، سرهنگ مسیچ را به عنوان جانشین خود به سرلشکر ورنر زانه، فرمانده هنگ صدم یگر توصیه کرده بود که به آن جامه عمل پوشانده شد.
در روزهای پایانی، ۷۰۰ تن از نیروی‌های بی‌تجربه توپخانه و تدارکات نیز با آموزش پراکنده و اندک در نقش پیاده‌نظام در مواضع تدافعی به کار گرفته شده بودند. آخرین گزارش رسمی از استالینگراد در ۲۱ ژانویه سال ۱۹۴۳، شمار نیروهای پیاده‌نظام را ۴۴۳ تن و نیروهای توپخانه را ۴۴۴ تن برای این هنگ ذکر کرده‌است. برخی افراد به جهت امتناع از زنده به اسارت درآمدن توسط روس‌ها، به نبرد متهورانه ادامه داده و به شکل «قهرمانانه‌ای» کشته شدند. پیش از تسلیم ارتش ششم آلمان، نزدیک به هزار سرباز مجروح کروات و اسناد و گزارش‌های مکتوب هنگ به کمک هواپیما از منطقه تحت محاصره خارج گردیدند. احتمالاً آخرین نشست و برخاست یک هواپیمای آلمانی در استالینگراد هواپیمایی بود که در باند فرودگاه دانشکده هوانوردی که هنگ تقویت‌شده ۳۶۹ پیاده‌نظام در نزدیکی آن قرار داشت یا تحت کنترل آن بود، در وضعیت وخیم جوی و زیر آتش نیروهای دشمن که به نزدیکی محل رسیده بودند، فرود آمد و به همراه ۲۰ مجروح کروات از استالینگراد خارج شد.
با یخ بستن رودخانه ولگا و فراهم آمدن فضای بیشتر برای نیروهای ارتش سرخ جهت تهاجم به نفرات باقی مانده در محاصره، نهایتاً دوم ماه فوریه سال ۱۹۴۳ میلادی قریب به ۹۰۰ تن از نفرات باقی مانده هنگ از جمله تنها ۱۰۰ نیروی زرمی که بیشتر آن‌ها مجروح، سرمازده یا بیمار بودند، در کنار سرهنگ مسیچ در دانشکده هوانوردی شهر استالینگراد به اسارت نیروهای ارتش سرخ درآمدند. گفته می‌شود پیش از تسلیم شدن، با محاکمه در دادگاه صحرایی نظامی، تعدادی از نفرات هنگ به اتهام نافرمانی و بزدلی اعدام شدند. در مجموع ۵۴۰ تن از سربازان این هنگ در سه‌ماهه آخر (۱۷۵ تن در دو هفته آخر) در نبرد استالینگراد کشته شدند.
افراد به اسارت درآمده با پای پیاده و در سرمای استخوان سوز زمستانی، ابتدا به بکتوفکا سپس به مسکو و نهایتاً به اردوگاه‌های کار اجباری در سیبری منتقل گردیدند که قریب به نیمی از آن‌ها در راه بر اثر سرمازدگی، گرسنگی یا بیماری جان باختند.
قریب به هزار سربازی که از این هنگ زنده از جبهه شرقی بازگشتند، مدال افتخار دریافت کرده و هسته لشکر سیصد و شصت ونهم پیاده‌نظام کرواسی را تشکیل دادند.
بسیاری از سربازان به اسارت درآمده از جمله سرهنگ مسیچ، اواخر جنگ در قالب یگان‌هایی که توسط ارتش سرخ تشکیل داده شده بود به جنگ با آلمانی‌ها و دولت به وجود آمده به کمک آن‌ها در کرواسی پرداختند. دلیل این امر را شاید بتوان در وضعیت بسیار بد اردوگاه اسرا در شوروی یافت چرا که احتمال مرگ در این اسارت بسیار بیشتر از هنگام جنگ با متحدان سابق بود. به هر حال عده زیادی از همین افراد نیز بعدها در جنگ با آلمانی‌ها کشته شدند. عده ای نیز با استفاده فرصت نزدیکی به کرواسی، ارتش سرخ را ترک کرده مجدداً به نیروهای کروات متحد آلمان پیوستند.

## پس از جنگ
پس از پایان جنگ جهانی دوم، تعداد کمی از داوطلبان کروات که زنده مانده بودند، آینده سختی را تجربه کردند. این افراد علاوه برداشتن سابقه همکاری با نازی‌ها در کارنامه خود، از طرف دولت یوگسلاوی متهم به عضویت در ان‌کاوه‌ده و جاسوسی برای آن بودند.